# Kailer Yamamoto
Kailer Yamamoto, född 29 september 1998, är en amerikansk professionell ishockeyforward som spelar för Utah Hockey Club i National Hockey League (NHL).
Han har tidigare spelat för Edmonton Oilers och Seattle Kraken i NHL; Bakersfield Condors i American Hockey League (AHL) samt Spokane Chiefs i Western Hockey League (WHL).
Yamamoto draftades av Edmonton Oilers i första rundan i 2017 års draft som 22:a spelare totalt.

## Statistik
| 2013–2014  | Los Angeles Jr. Kings  | T1EHL      | 34  | 17  | 23  | 40  | 14  | —  | — | —  | —  | —  |
| 2014–2015  | Spokane Chiefs         | WHL        | 68  | 23  | 34  | 57  | 50  | 6  | 2 | 3  | 5  | 6  |
|            | U.S. National U17 Team |            | 7   | 3   | 4   | 7   | 2   | —  | — | —  | —  | —  |
| 2015–2016  | Spokane Chiefs         | WHL        | 57  | 19  | 52  | 71  | 34  | 6  | 1 | 4  | 5  | 10 |
|            | U.S. National U18 Team |            | 9   | 7   | 7   | 14  | 12  | —  | — | —  | —  | —  |
| 2016–2017  | Spokane Chiefs         | WHL        | 65  | 42  | 57  | 99  | 46  | —  | — | —  | —  | —  |
| 2017–2018  | Edmonton Oilers        | NHL        | 9   | 0   | 3   | 3   | 2   | —  | — | —  | —  | —  |
|            | Spokane Chiefs         | WHL        | 40  | 21  | 43  | 64  | 18  | 7  | 1 | 3  | 4  | 6  |
| 2018–2019  | Edmonton Oilers        | NHL        | 17  | 1   | 1   | 2   | 2   | —  | — | —  | —  | —  |
|            | Bakersfield Condors    | AHL        | 27  | 10  | 8   | 18  | 16  | —  | — | —  | —  | —  |
| 2019–2020  | Edmonton Oilers        | NHL        | 27  | 11  | 15  | 26  | 12  | 4  | 0 | 0  | 0  | 6  |
|            | Bakersfield Condors    | AHL        | 23  | 8   | 8   | 16  | 16  | —  | — | —  | —  | —  |
| 2020–2021  | Edmonton Oilers        | NHL        | 52  | 8   | 13  | 21  | 26  | 4  | 0 | 1  | 1  | 2  |
| 2021–2022  | Edmonton Oilers        | NHL        | 81  | 20  | 21  | 41  | 40  | 14 | 2 | 5  | 7  | 10 |
| 2022–2023  | Edmonton Oilers        | NHL        | 58  | 10  | 15  | 25  | 24  | 12 | 1 | 3  | 4  | 18 |
| 2023–2024  | Seattle Kraken         | NHL        | 59  | 8   | 8   | 16  | 18  | —  | — | —  | —  | —  |
| 2024–2025  | Utah Hockey Club       | NHL        | 3   | 0   | 0   | 0   | 0   | —  | — | —  | —  | —  |
| NHL totalt | NHL totalt             | NHL totalt | 306 | 58  | 76  | 134 | 124 | 34 | 3 | 9  | 12 | 36 |
| AHL totalt | AHL totalt             | AHL totalt | 50  | 18  | 16  | 34  | 32  | —  | — | —  | —  | —  |
| WHL totalt | WHL totalt             | WHL totalt | 230 | 105 | 186 | 291 | 148 | 19 | 4 | 10 | 14 | 22 |

### Internationellt
| Källa: Uppdaterad: 2020-12-27 | Källa: Uppdaterad: 2020-12-27 | Källa: Uppdaterad: 2020-12-27 |         | Utv = Utvisningsminuter | Utv = Utvisningsminuter | Utv = Utvisningsminuter | Utv = Utvisningsminuter | Utv = Utvisningsminuter |
| År                            | Lag                           | Mästerskap                    | Matcher | Mål                     | Assists                 | Poäng                   | Utv                     |                         |
| ----------------------------- | ----------------------------- | ----------------------------- | ------- | ----------------------- | ----------------------- | ----------------------- | ----------------------- | ----------------------- |
| 2015                          | USA                           | Ivan Hlinka                   | 4       | 4                       | 3                       | 7                       | 14                      |                         |
| 2016                          | USA                           | U18-VM                        | 7       | 7                       | 6                       | 13                      | 12                      |                         |
| 2018                          | USA                           | JVM                           | 7       | 2                       | 2                       | 4                       | 4                       |                         |
| Junior totalt                 | Junior totalt                 | Junior totalt                 | 18      | 13                      | 11                      | 24                      | 30                      |                         |